# Cutting Corners
Cutting Corners è il terzo album in studio del gruppo svedese Secret Service, pubblicato nel 1982 per l'etichetta discografica Sonet Records. Da questo album è stato successivamente estratto il singolo Flash in the Night che risulterà il brano di maggior successo per la band.

## Tracce
Tutti i testi delle tracce sono stati scritti da Björn Håkansson, mentre le musiche sono state scritte da Tim Norell, tranne dove indicato.
1. Over Town - 4:00
2. Fire Into Ice (musica composta da Ulf Wahlberg) - 3:55
3. Cutting Corners - 3:25
4. Flash in the Night - 5:13
5. Cry Softly (Time is Mourning) - 3:37
6. If I Try - 4:37
7. Like a Morning Song - 3:25
8. When the Dancer You Have Loved Walks Out the Door - 3:50
9. Rainy Day Memories - 3:09
10. Watching Julietta - 3:25

## Formazione
- Ola Håkansson - voce principale o secondaria[1]
- Ulf Wahlberg - voce principale[1] o secondaria, tastiere, chitarra
- Tim Norell - tastiere
- Tonny Lindberg - chitarra
- Leif Paulsen - basso
- Leif Johansson - batteria

### Personale tecnico
- Acke Gardeback - tecnico del suono
- Leif Allansson - tecnico del suono